# Джеф Дюк
Джеффрі Ернест Дюк, більш відомий як Джеф Дюк, OBE (англ. Geoffrey Ernest Duke; 29 березня 1923, Сент Хеленс, Ланкашир, Велика Британія — 1 травня 2015, Острів Мен) — британський мотогонщик, шестиразовий чемпіон світу з шосейно-кільцевих мотоперегонів серії MotoGP: дворазовий у класі 350cc (1951—1952) та чотириразовий у класі 500cc (1951, 1953—1955).

## Біографія
Джеф Дюк, який отримав у вболівальників ласкаве прізвисько Герцог (що дослівно на англійській мові означає його прізвище), шість разів вигравав чемпіонат світу та став першим гонщиком, чий образ був використаний для просування змагань на міжнародному рівні.
Коли Джефу було 13, він спільно з другом купив перший у своєму житті мотоцикл. В 15-річному віці він придбав власний байк — 175-кубовий Dot.
Через 3 роки, з початком Другої світової війни, Дюк вступив у британську армію. Після демобілізації у 1947-му році, Дюк придбав 350-кубовий BSA та влаштувався на фабрику, де вироблялися ці мотоцикли, механіком в експериментальний відділ. Гоночну кар'єру британець почав як тестер команди BSA. Після того, як його здібності помітив ірландський гонщик Арті Беллом, Дюка запросили в заводську команду Norton.
Його дебют в гонках Гран-Прі відбувся навесні 1948 року. 26-річний Джеф взяв участь у Manx Grand Prix у класі 350cc. Його Norton майже відразу вийшов в лідери, і дебютант отримав реальний шанс здобути свою першу перемогу. Однак брак досвіду і їзда на грані можливостей призвели до того, що Дюк не розрахував витрату палива і не доїхав до фінішу.

### MotoGP
Коли Norton запропонував уродженцю Ланкастера приєднатися до команди для виступів у чемпіонаті світу з шосейно-кільцевих мотоперегонів серії Гран-Прі на сезон 1950, Дюк одразу погодився. В ті роки на старт виходили мотоцикли, розроблені ще в 1930-і. Але незабаром країни, мотоциклетна промисловість яких не сильно постраждала під час Другої світової війни, зайнялися розробкою і впровадженням ноу-хау на гоночних трасах. Нова розробка Norton — суцільнозварна рама з подвійним поворотним важелем зробила революцію в шосейно-кільцевих мотогонках. Незважаючи на старий, розроблений ще до війни одноциліндровий 500-кубовий двигун, Norton вигравав гонки у більш потужних італійських V4: єдиний циліндр забезпечував меншу масу та нижчий центр ваги, а шасі дозволяло проходити повороти по ідеальній траєкторії. На першому ж етапі сезону Isle of Man TT в класі 500cc він здобув перемогу, а в 350cc фінішував другим. Однак колесо фортуни оберталося і проти Дюка. У Бельгії Джеф постраждав у стартовому завалі, а на голландському етапі дивом уникнув загибелі, вилетівши в кювет. Перехід Norton з покришок Dunlop на Avon сприяли серії з двох перемог (в Ольстері та Італії), якими Джеф і завершив сезон. Але система нарахування очок вивела в лідери більш стабільного Умберто Мазетті, що випередив Дюка всього на 1 очко. В класі 350cc британець, хоча і фінішував у всіх гонках на подіумі, в підсумку задовольнився теж другим місцем.
Наступний сезон став роком тріумфу Джефа — в обох «великих класах» він був найсильнішим: в 350cc він виграв всі гонки, а в 500cc здобув 4 перемоги з 5. Він став першим гонщиком, який здобув обидва титули в одному році. Це і послужило причиною вручення йому такої високої нагороди, як Орден Британської Імперії за внесок у розвиток мотоспорту.
В наступному сезоні він знову був непереможним в категорії 350-кубових мотоциклів, але у 500cc захистити титул йому не вдалось — конкурувати з більш потужними Gilera V4 ставало все складніше. Поки вся фабрика Norton була зайнята вдосконаленням шасі, італійці навчилися контролювати міць своїх багатоциліндрових двигунів.
Наприкінці 1952 року Дюк посварився з керівництвом своєї команди, оскільки ті відкладали розробку власного V4, і перейшов на сезон 1953 під прапори Gilera. Цей перехід викликав справжню бурю негативних висловлювань з боку британських фанатів, тим не менш, Дюк хотів перемагати і тверезо дивився на речі: двигун Gilera видавав 68 к.с. проти 54 к.с. у Norton. Це принесло йому плоди — протягом трьох сезонів поспіль, до 1955 включно, він був непереможним у «королівському класі». У квітні 1956 року Джеф разом з 13 іншими спортсменами був дискваліфікований Міжнародною мотоциклетною федерацією на 6 місяців за підтримку страйку гонщиків, які вимагали зменшення вступних внесків за право участі на Нідерландському Гран-Прі. Через це він змушений був пропустити дві перших гонки сезону..
Кінець монополії Gilera і Джеффа Дюка у сезоні 1956 поклали дві нові легенди мотоспорту: MV Agusta і Джон Сертіс. Битва двох видатних гонщиків являло собою захоплююче видовище: Дюк і Сертіс постійно мінялися місцями в боротьбі за лідерство. У Бельгії Дюк перемагав Сертіса, поки не вийшов з ладу поршень двигуна його мотоцикла. У Німеччині техніка знову підвела Дюка. Аварія на мокрій трасі в Ольстері остаточно вивела в лідери Сертіса. Тим не менш, фінальну гонку чемпіонату в Італії виграв Дюк.
Удача відвернулася від Дюка і навесні 1957 року. В італійській Імолі на одній з найскладніших трас чемпіонату британець зачепив підніжкою покриття і на великій швидкості вилетів з траси. Медики, які прибули констатувати смерть гонщика, були приголомшені живучістю Дюка. З множинними переломами Джефф був доставлений в госпіталь, де після декількох операцій швидко пішов на поправку. Везучий англієць не став чекати нового сезону, і повернувся в сідло Gilera в кінці літа, незважаючи на те, що 4 з 6 залікових перегонів були пропущені, і про титул не могло бути й мови.
У 1958 році світ мотоспорту потрясла звістка про те, що три італійські команди — Gilera, Moto Guzzi і Mondial — покидають серію Гран-Прі. Заводи, команди яких тріумфували в попередньому сезоні в класах 500, 350 і 250cc, не зуміли використати успіх у перегонах для збільшення продажів. Серйозні фінансові проблеми змусили їх піти зі спорту. З відходом італійських команд багато гонщиків залишилися без роботи, але досвід і талант Джефрі Дюка були затребуваними.
Джеф почав сезон 1958 на BMW, але важкий в управлінні мотоцикл зовсім не відповідав його стилю, і в середині сезону Дюк покинув команду. Його найкращі роки залишилися позаду, і англієць вирішив завершити кар'єру там, де 10 років тому так успішно її починав. У 1959 році він повернувся в Norton, але, позбавлений конкурентоспроможної техніки, швидко втратив мотивацію і покинув гонки.

### Після мотогонок
На початку 60-х багато колишніх і діючих гонщиків стали створювати свої власні команди. Не втримався від такої спокуси і невгамовний Дюк. У 1963 році список заявлених на участь в чемпіонаті команд поповнила «Scuderia Duke». Джеф переконав Gilera продати йому чемпіонські мотоцикли 1957 року, однак технічний прогрес за ці роки зробив величезний крок вперед, і вдосконалені Дюком машини під управлінням Дерека Мінтера і Джона Хатрлі не змогли скласти конкуренцію MV Agusta. Зазнавши невдачі, Дюк вирішив остаточно зав'язати з мотоперегонами.
У 1951 році Дюк був названий спортсменом року, а також нагороджений премією Segrave Trophy Королівського автомобільного клубу. У 1953 році (за іншими даними — у 1952) Джеффрі був нагороджений орденом Британської імперії.
Після завершення виступів у мотогонках, Дюк заснував власний бізнес. Спершу він займався торгівлею, а потім переключився на надання транспортних послуг з доставки товарів на острів Мен.
У 2002 році Міжнародна мотоциклетна федерація назвала Джефа Дюка «Легендою MotoGP».
Його син Пітер заснував відео- компанію Duke Video, яка спеціалізується на автоспорті.

## Статистика виступів

### MotoGP

#### У розрізі сезонів
| Сезон  | Клас   | Мотоцикл   | Гонки | Пер | Под | НК | Очки | Місце |
| ------ | ------ | ---------- | ----- | --- | --- | -- | ---- | ----- |
| 1950   | 350cc  | Norton     | 5     | 1   | 5   | 0  | 24   | 2     |
| 1950   | 500cc  | Norton     | 4     | 3   | 3   | 2  | 24   | 2     |
| 1951   | 350cc  | Norton     | 5     | 5   | 5   | 4  | 32   | 1     |
| 1951   | 500cc  | Norton     | 6     | 4   | 4   | 2  | 35   | 1     |
| 1952   | 350cc  | Norton     | 4     | 4   | 4   | 4  | 32   | 1     |
| 1952   | 500cc  | Norton     | 2     | 0   | 2   | 0  | 12   | 7     |
| 1953   | 500cc  | Gilera     | 5     | 4   | 5   | 0  | 38   | 1     |
| 1954   | 500cc  | Gilera     | 6     | 5   | 6   | 4  | 40   | 1     |
| 1955   | 500cc  | Gilera     | 5     | 4   | 5   | 5  | 36   | 1     |
| 1956   | 500cc  | Gilera     | 1     | 1   | 1   | 1  | 8    | 7     |
| 1957   | 500cc  | Gilera     | 2     | 0   | 2   | 0  | 10   | 4     |
| 1958   | 350cc  | Norton     | 4     | 1   | 2   | 0  | 17   | 3     |
| 1958   | 500cc  | BMW/Norton | 3     | 1   | 1   | 1  | 13   | 3     |
| 1959   | 250cc  | Benelli    | 2     | 0   | 1   | 0  | 5    | 10    |
| 1959   | 350cc  | Norton     | 3     | 0   | 1   | 0  | 10   | 5     |
| 1959   | 500cc  | Norton     | 3     | 0   | 3   | 0  | 12   | 4     |
| Всього | Всього | Всього     | 60    | 33  | 50  | 23 | 348  |       |

## Цікаві факти
- Джеф Дюк був першим мотогонщиком, який виступав у суцільному шкіряному комбінезоні — для його виготовлення він найняв місцевого кравця Френка Баркера[6].